# Tlaloc Virgae
Le Tlaloc Virgae sono una struttura geologica della superficie di Titano.